# ARA Constitución (1874)
La cañonera o bombardera ARA Constitución fue un buque de guerra de la Armada Argentina, parte de la llamada Escuadra Sarmiento.

## Historia
El 6 de septiembre de 1874 el estado argentino comisionó al ministro plenipotenciario en los Estados Unidos el doctor Manuel Rafael Garcia, para que bajo su dirección se contactara y redactara un contrato con la empresa Laird Bros la construcción en sus astilleros Cammell Laird, de Birkenhead, Inglaterra, de dos cañoneras del tipo Stauch (o Rendell modificadas) de la Royal Navy por un valor de 23 000 libras, que sería cubierto con fondos de la Ley de Armamentos Navales de 1872. Las naves a incorporar tendrían por nombre Constitución y República.
Con un desplazamiento de alrededor de 400 toneladas, su armamento principal consistía en un cañón de avancarga Armstrong de 240 mm montado fijo a proa, restringido a disparar sobre la línea de quilla. Debido a que consecuentemente, para dirigir el fuego debía necesariamente dirigirse el barco hacia el blanco, se los llamaba "buque-cañón". Si bien eran naves en extremo rápidas, carecían de real capacidad defensiva y eran prácticamente inútiles para el combate en condiciones de oleaje, por lo que estaban destinadas a operar en un teatro fluvial.
El casco de hierro contaba con chapas de 8 líneas de espesor en la quilla, 5 en el fondo y 3 en la obra muerta. Tenía tres compartimientos estancos transversales y dos longitudinales. Aunque aparejada a pailebot, era propulsada por dos máquinas de vapor (sistema Compound) que impulsaban dos hélices de 4 palas y le permitían alcanzar una velocidad máxima de 10,5 nudos y 7,5 de crucero.
A fines de 1875 la Constitución zarpó de Inglaterra al comando de F.G.Hallowes con personal mercante británico, arribando al puerto de la ciudad de Buenos Aires el 14 de febrero de 1876.
El 28 de febrero asumió el mando el sargento mayor Juan Cabassa, y con una tripulación de 2 oficiales y 20 marineros permaneció en situación de desarme mientras se efectuaban tareas de mantenimiento previas a su entrada en servicio y se le retiraba el trinquete para despejar la maniobra de la artillería. Entre junio y diciembre permaneció en los arsenales navales de Zárate.
En 1877, manteniéndose en situación de desarme y con media tripulación, permaneció fondeada en el Tigre. Durante ese año participó en Punta Indio en las tareas de reparación del cable submarino telegráfico.
Al conocerse las noticias del brote de fiebre amarilla en Brasil, en febrero de 1878 fue destacada como estacionaria frente a Punta Lara para tareas de control sanitario, función que cumplió hasta mayo cuando fondeó en Los Pozos. 
En junio pasó a desarme pero en septiembre se encargó, auxiliada por la lancha Talita, de las tareas de reparación del cable telegráfico subfluvial que corría entre Punta San Isidro y la isla Martín García. Hasta fines octubre estuvo abocada a dichas tareas, dirigidas por el Inspector del Telégrafo Higinio Vallejos, pasando luego nuevamente a desarme.
A principios de noviembre recibió órdenes de alistarse para participar de una operación en mar abierto en aguas de Santa Cruz, la que se conocería como Expedición Py.
La Constitución se sumaba a la pequeña división naval comandada por Luis Py siempre al mando de Cabassa, secundado por el capitán Antonio E.Pérez. Completaban su plana mayor el subteniente Guillermo Nunes, los guardiamarinas Cayetano Castello y Santiago Juan Albarracín, el piloto Juan Rubado, los maquinistas Joaquín Cano, Miguel Caroll y Carmelo Bottazzi, el comisario Saturnino Arias y el practicante médico Carlos Masón.
Su primer destino fue Zárate, donde recibió hélices de repuesto y munición para su artillería y la destinada al monitor Los Andes, buque insignia de la División. De regreso en Buenos Aires y tras transbordar los pertrechos al Los Andes pasó a la isla Martín García donde embarcó 50 hombres del Regimiento de Artillería de Plaza a las órdenes del mayor Félix Adalid.
El 9 de noviembre de 1878 zarpó de Buenos Aires junto al Los Andes. Frente al cabo Corrientes un fuerte temporal dispersó el convoy y obligó a la tripulación a improvisar con la verga de una vieja fragata y velas confeccionadas con los paños de los toldos, un segundo palo montado en la proa sobre el arco que cubría el cañón.
Arribó a la boca del Río Negro el 13 de noviembre y reuniéndose con el monitor Los Andes fondeó frente a Carmen de Patagones. Hasta el 17 permanecieron en espera de la Uruguay dedicándose a acarrear leña de piquillín para reemplazar al carbón consumido. 
Reunida ya la división, el 18 de noviembre el comodoro Py comunicó sus órdenes y el 21 de noviembre zarpó rumbo a Santa Cruz, fondeando frente al Cañadón Misioneros el 27 de noviembre.
El 1 de diciembre de 1878 la tripulación del Constitución participó de la ocupación de la margen derecha del río Santa Cruz, permaneciendo luego en el fondeadero del Cañadón Misioneros. En febrero de 1879 la tripulación comenzó a sufrir los efectos del escorbuto. El 9 de marzo el marinero Felipe Tello cayó de un bote y perdió la vida.
Finalmente, cumplidos los objetivos de la misión, abandonó Santa Cruz el 13 de marzo arribando el 20 a Carmen de Patagones. Permaneció allí hasta mayo, siguiendo entonces viaje a Buenos Aires donde Cabassa obtuvo licencia por enfermedad, siendo reemplazado por Antonio Pérez.
En mayo de 1880 escoltó desde Montevideo al transporte Villarino el cual repatriaba los restos del general José de San Martín.
Al mando nuevamente de Juan Cabassa, entre mayo y junio de 1880 participó en las operaciones previas a la revolución de ese año, sumándose al bloqueo del puerto de Buenos Aires dispuesto por el gobierno nacional para evitar la entrada de armas y municiones destinadas a los revolucionarios. En esa misión detuvo a cañonazos a los paquebotes de la línea Amberes-Buenos Aires Plata y al Bessel. 
En octubre se hizo cargo del mando Antonio E. Pérez y fue destinada como estacionaria frente a Asunción del Paraguay, donde permaneció hasta abril de 1881.
Entre mayo de 1882 y febrero de 1884 permaneció al mando del sargento mayor Martín Rivadavia en Bahía San Blas dedicada a tareas de relevamiento hidrográfico. Dado que contaba con solo una embarcación apta para esa tarea, Rivadavia hizo construir en la Isla Rasa otra lancha de tipo "Shawpee" con materiales de desecho y restos de naufragios y que sería descrita como "una embarcación con quilla de orza, y muy elegante".
Durante esa misión además de las observaciones meteorológicas previstas se efectuaron más de 8000 sondajes y se construyó una baliza de piedra en Punta Rubia. En mayo de 1883 la Constitución salvó a los náufragos del vapor inglés Hutton Chayter.
En febrero de 1884 finalizó su comisión y en junio se encontraba fondeada frente a Buenos Aires. El 25 de septiembre relevó a la Maipú como estacionaria en Martín García, ayudando en la construcción del muelle de la isla. A mediados del siguiente año asumió el mando Juan Aguirre y tras una colisión sin mayores consecuencias con la Maipú, pasó a situación de desarme total en el río Luján.
Permaneció allí para reparaciones hasta diciembre de 1886 cuando pasó a Zarate para su alistamiento y durante 1887 transportó tropas y pertrechos por el río Paraná corriendo entre Barranqueras, Santa Fe y Rosario. 
En noviembre pasó a reparaciones en el Tigre. En marzo de 1888 asumió el mando el teniente de fragata Urbano de la Fuente y entre agosto y septiembre transportó tropas del Ejército entre Barranqueras y Rosario, fondeando luego en Los Pozos.
En marzo de 1889 partió rumbo a Asunción del Paraguay donde permaneció estacionario hasta diciembre. En 1890 fue asignado a la 1.a División de la escuadra y destacado como estacionario en Barranqueras.
Al estallar la revolución de 1890 fue utilizada para movilizar tropas del Chaco y Corrientes hacia Campana. Sofocada la revolución, pasó como estacionario frente a Gualeguaychú y en diciembre en situación de desarme a Zarate.
En abril de 1891 fue enviada al río Luján en situación de desarme total y en febrero de 1892 remolcada a Zárate. A comienzos de 1893 regresó al río Luján hasta mayo, en que fue destinada como estacionaria frente a Martín García integrando el cordón sanitario.
Al mando del teniente de navío Aniceto Pérez, entre el 8 de agosto y el 14 de enero de 1894 permaneció en Paraná a las órdenes del general Juan Ayala, gobernador de la provincia de Entre Ríos y jefe de las fuerzas movilizadas en su territorio.
Permaneció luego estacionaria frente a la ciudad de Santa Fe hasta junio, cuando pasó a desarme completo en el río Luján. En 1895 nuevamente al mando de Urbano de la Fuente pasó como estacionaria a Formosa, efectuando numerosos viajes al Chaco y a Corrientes. 

### Transporte Constitución
Cuando en julio de 1895 se hizo cargo del mando el teniente de navío Maximiliano Rivera era ya considerado sin ningún valor como buque de combate por lo que la Ley 3306 asignó fondos para que se lo transformase en un transporte de la Armada. En mayo de 1896 regresó del Chaco trasladando los restos del capitán de fragata Nelson Tomás Page, fallecido en agosto de 1890, y pasó a los talleres del río Luján al mando del teniente Lorenzo Saccón.
En mayo de 1898 asumió el mando el alférez de navío Pablo Texera García y excepto un viaje a Montevideo, permaneció en Río Santiago en situación de desarme. En 1899 al mando del práctico Cirilo Casabianca fue destinado como estacionario en la Boca del Riachuelo a las órdenes de la Intendencia de Marina, permaneciendo en puerto excepto por un viaje a Bahía Blanca a fines de abril de ese año.
En 1900 fue finalmente adaptado a sus funciones de transporte fluvial, retirándose el cañón de proa y reacondicionando su alojamiento y santabárbara para construir una bodega. Tripulado por 12 marineros y tres oficiales y a cargo del práctico Enrique Tadini, transportó pertrechos por el río Paraná destinados al ejército en operaciones en el Chaco y Formosa.
Desde 1904 integró la llamada escuadrilla del río Paraguay al mando sucesivo de los tenientes de navío José Capanegra y José V. Pereyra, hasta que en 1908 puesto al mando del alférez de navío Luciano Ford, fue asignado al Servicio de Hidrografía Naval para realizar tareas de la inspección y mantenimiento de faros y balizas. 
Al mando del alférez de navío Eduardo Gigena continuó cumpliendo esa tarea hasta 1913 cuando pasó a Río Santiago para realizar importantes modificaciones. Tras reemplazar su máquina de vapor por un motor de combustión interna Bolinder de 250 HP y agregarse diez metros de quilla, recibió el nombre oficial de "Transporte de Río T-1", aunque continuó llamandóselo Constitución.
En 1914 pasó al mando del teniente de fragata José A. de Urquiza y el siguiente año fue incorporado al Servicio de Intendencia de la Armada con tripulación civil y al mando en comisión de oficiales de la Armada, efectuando viajes de aprovisionamiento a la Base Naval Punta Belgrano. 
En 1916 pasó al mando del teniente de fragata Domingo Casamayor y permaneció con apostadero en Dársena Sur efectuando viajes de aprovisionamiento de dependencias navales (Zárate, Martín García y Río Santiago) hasta 1925, año en el que se le retiró su propulsión convirtiéndose en chata, perdiéndose toda referencia posterior.